# Garypus giganteus
Espèce
Garypus giganteus est une espèce de pseudoscorpions de la famille des Garypidae.

## Distribution
Cette espèce est endémique du Mexique. Elle se rencontre en Basse-Californie du Sud et en Basse-Californie sur les côtes du golfe de Californie.

## Description
La femelle holotype mesure 7,5 mm.

## Publication originale
- Chamberlin, 1921 : Notes on the genus Garypus in North America (Pseudoscorpionida - Cheliferidae). Canadian Entomologist, vol. 53, p. 186-191 (texte intégral).